# Hospital Víctor Larco Herrera
El  Hospital Víctor Larco Herrera es un establecimiento psiquiátrico fundado en 1918 en Lima, Perú.

## Historia
El 1 de enero de 1918 se inauguró el Asilo Colonia de la Magdalena, como establecimiento para la asistencia de los enfermos mentales de la ciudad de Lima, en reemplazo del antiguo Hospital Civil de la Misericordia (Manicomio del Cercado). Tuvo como primer director al médico Hermilio Valdizán. El 1 de enero de 1919 se nombró inspector del Asilo al hacendado y filántropo trujillano Víctor Larco Herrera, quien donó la suma de un millón de soles para la ampliación del nuevo hospital. En 1921 el asilo tomó como epónimo el nombre de su benefactor, y en 1930 pasó a denominarse Hospital Víctor Larco Herrera, nombre que conserva hasta hoy.

## Personajes notables

### Cesar Moro
El poeta y pintor  Cesar Moro fue una persona muy cercana al Hospital Víctor Larco Herrera esto debido a su amistad con los médicos Hermilio Valdizán y Honorio Delgado, precursores del psicoanálisis en el país y de un acercamiento de la psiquiatría a lo que denominaban “disciplinas conexas”, incluida las artes, esto es a inicios de la década del veinte del siglo pasado.
Posteriormente, en 1934, luego de su regreso al país,  realiza la organización del material artístico elaborado por los pacientes, en palabras del mismo Moro “textos, objetos, cuadros de los alienados, en el Hospital Larco Herrera”.

### Manuel Scorza
El insigne escritor Manuel Scorza fue otro personaje que paso por el Hospital Víctor Larco Herrera, sus padres fueron trabajadores del hospital y vivían en el mismo, cuando nació el escritor. Su mamá era auxiliar de enfermería y su padre obrero.
Posteriormente, en el año 1945 Scorza ingresa a la Facultad de Letras de la Universidad Nacional Mayor de San Marcos y registra como domicilio el Hospital, es en ese periodo cuando toma contacto con Martín Adán, Luis Valle Goicochea y Francisco García Calderón otros pacientes ilustres del hospital.

## Galería

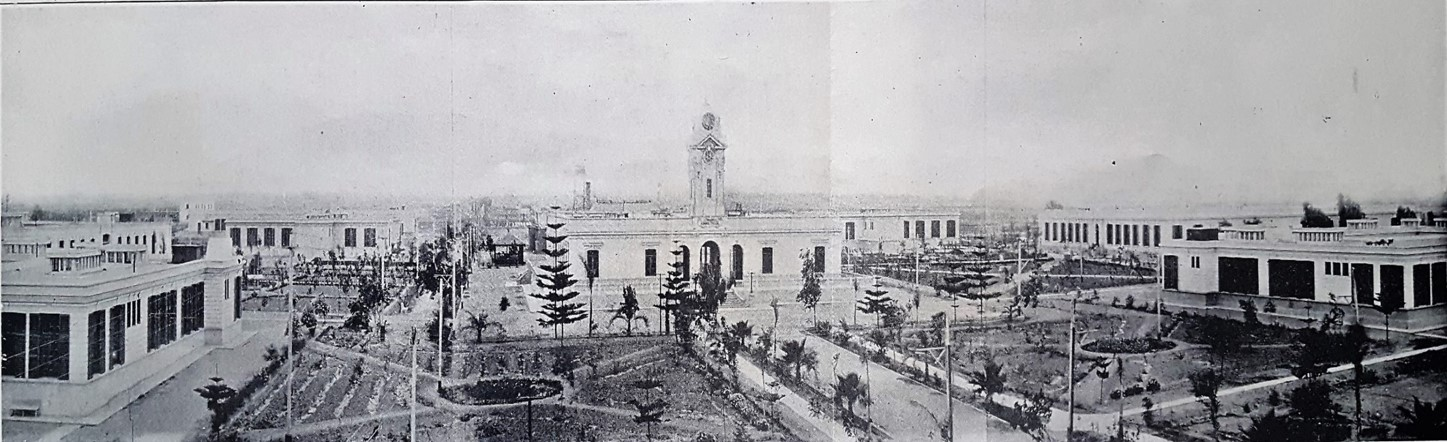
Asilo Colonia de la Magdalena en 1920
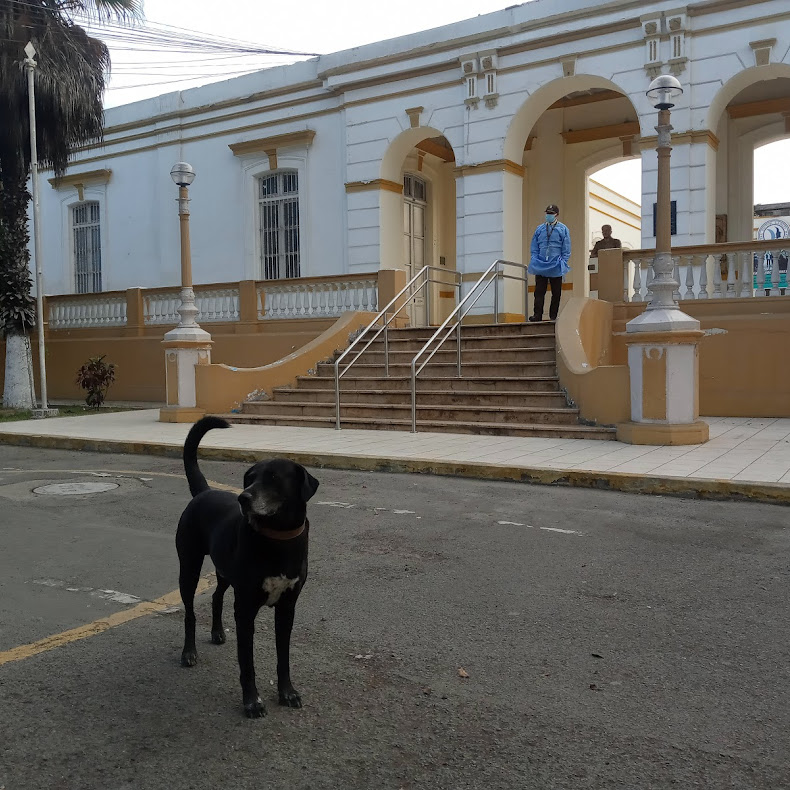
Hospital Víctor Larco Herrera en la actualidad